# Kaiya parnabyi
Kaiya parnabyi är en spindelart som beskrevs av Gray 1987. Kaiya parnabyi ingår i släktet Kaiya och familjen Gradungulidae.
Artens utbredningsområde är Victoria, Australien. Inga underarter finns listade i Catalogue of Life.